# Birgitzköpfl
Le Birgitzköpfl est une montagne culminant à 1 982 m d'altitude dans les Alpes de Stubai.

## Géographie
Le Birgitzköpfl se situe à l'est d'Axamer Lizum et au sud de Götzens. Un télésiège à partir de Lizum conduit au refuge au sud du sommet. Au sud-est se trouve le Saile et à l'ouest le Pfriemeswand. À l'opposé d'Axamer Lizum, il y a le Hoadl.

## Ascension
La voie normale pour le Birgitzköpfl part de l'est d'Axamer Lizum par un sentier vers le Birgitzer Alm.